# Hebbal, Basavana Bagevadi
Hebbal là một làng thuộc tehsil Basavana Bagevadi, huyện Bijapur, bang Karnataka, Ấn Độ.